# 1891 v loďstvech
Tento článek obsahuje významné události v oblasti loďstev v roce 1891.

## Lodě vstoupivší do služby
- 2. února –  USS Newark (C-1) – chráněný křižník (samostatná jednotka)
- 14. února –  USS Concord (PG-3) – dělový člun třídy Yorktown
- 16. května –  Andrea Doria – bitevní loď třídy Ruggiero di Lauria
- červen –  Imperator Alexandr II – bitevní loď třídy Imperator Alexandr II.
- 8. července –  HMS Sans Pareil – bitevní loď třídy Victoria
- červenec –  Imperator Nikolaj I – bitevní loď třídy Imperator Alexandr II.